# سزیم فلوئورید
سزیم فلوئورید (به انگلیسی: Caesium fluoride) با فرمول شیمیایی CsF یک ترکیب شیمیایی است. که جرم مولی آن ۱۵۱٫۹۰ g/mol می‌باشد. شکل ظاهری این ترکیب، جامد بلوری سفید است.